# 오스카르 가르시아 후니엔트
오스카르 가르시아 후니엔트(스페인어: Óscar García Junyent, 1973년 4월 26일 ~ )는 간단히 오스카르(Óscar)라는 이름으로 알려져 있는 스페인의 전직 프로 축구 선수이자 현 축구 감독으로, 선수 시절 포지션은 공격형 미드필더였다.

## 선수 경력
오스카르는 카탈루냐 지방 바르셀로나주 사바델 출신이며 1991년에 바르셀로나 B에서 프로 축구 선수로 데뷔했다. 1993년에 바르셀로나 1군으로 승격된 이후에 라리가 5경기에 출전했고 1994년에는 알바세테로 임대되었다. 1995-96 라리가 시즌에서 바르셀로나로 복귀했고 28경기에 출전하여 개인 최다 골 기록인 10골을 기록했다. 1996년 애틀랜타 하계 올림픽에서는 스페인의 8강전 진출에 기여했다.
오스카르는 1999년에 발렌시아로 이적했지만 라리가 20경기에 출전하여 4골을 기록하는 데에 그쳤다. 2000년에는 에스파뇰로 이적하여 라리가에서 51경기에 출전하여 4골을 기록했다. 2001년 1월 7일에 열린 누만시아와의 경기에서는 혀를 삼키는 사고로 인하여 병원으로 이송되기도 했다. 2002년 여름에는 웨스트햄 유나이티드와 계약을 맺을 뻔했지만 1주일 동안의 재판 끝에 계약이 실패하면서 에스파뇰로 돌아왔다. 2004-05 세군다 디비시온 시즌에서 UE 례리다로 이적한 다음에 23경기에 출전하여 3골을 기록한 이후에 은퇴하게 된다.

## 감독 경력
오스카르는 2009년 말에 요한 크라위프 감독이 이끌던 카탈루냐 축구 국가대표팀의 코칭 스태프에 합류했으며 2012년 5월 22일에는 이스라엘의 축구 클럽인 마카비 텔아비브와 2년 계약을 체결했다. 2012-13 시즌에서는 마카비 텔아비브의 리갓 하알 우승에 기여했지만 시즌 종료와 함께 개인적인 이유로 사임했다.
2013년 6월 26일에는 브라이턴 & 호브 앨비언의 새 감독으로 임명되었지만 2014년 5월 12일에 브라이턴 & 호브 앨비언이 더비 카운티와의 2014년 풋볼 리그 플레이오프 준결승전에서 패배한 이후에 사임했다. 2014년 6월 2일에는 마카비 텔아비브와 2년 계약을 체결하면서 복귀했지만 같은 해 8월 26일에 이스라엘과 팔레스타인 간의 무력 충돌을 이유로 사임했다. 2014년 9월에는 왓퍼드의 새 감독으로 임명되었지만 불과 2주 만에 건강 문제로 인해 사임했다.
2015년 12월 28일에는 오스트리아의 축구 클럽인 레드불 잘츠부르크의 새 감독으로 임명되었고 2015-16 시즌, 2016-17 시즌에서 레드불 잘츠부르크의 오스트리아 푸스발-분데스리가 2회 우승, 오스트리아컵 2회 우승을 견인했다. 2017년 6월 15일에는 프랑스의 축구 클럽인 생테티엔과 2년 계약을 체결했지만 2017년 11월에 생테티엔이 올랭피크 리옹과의 홈 경기에서 0-5 패배를 기록한 책임을 지고 사임했다.
2018년 1월 5일에는 그리스의 축구 클럽인 올림피아코스의 새 감독으로 임명되었지만 2018년 4월 3일에 올림피아코스의 성적 부진에 관한 책임을 지고 사임했다. 2019년 11월에는 셀타 비고의 새 감독으로 임명되었지만 2020년 11월 9일에 셀타 비고가 2020-21 라리가 시즌에서 9경기에서 1승만 기록하는 성적 부진을 기록하자 사임했다.

## 수상

### 선수

#### 클럽
바르셀로나
- 라리가 4회 우승 (1992-93, 1993-94, 1997-98, 1998-99)
- 코파 델 레이 2회 우승 (1996-97, 1997-98)
- UEFA 컵위너스컵 1회 우승 (1996-97)
- UEFA 슈퍼컵 1회 우승 (1997)

발렌시아
- 수페르코파 데 에스파냐 1회 우승 (1999)

#### 국가대표
스페인 U-21
- 1994년 UEFA U-21 축구 선수권 대회 3위
- 1996년 UEFA U-21 축구 선수권 대회 준우승

### 감독
마카비 텔아비브
- 리갓 하알 1회 우승 (2012-13)

레드불 잘츠부르크
- 오스트리아 푸스발-분데스리가 2회 우승 (2015-16, 2016-17)
- 오스트리아컵 2회 우승 (2015-16, 2016-17)